# Johannes C. Weiss
Johannes Chrysostomos Weiss (* 26. März 1953 in Ehingen (Donau); † 7. März 2006 in München) war ein deutscher Journalist.

## Leben
Johannes Weiss studierte katholische Theologie an der Ludwig-Maximilians-Universität München. Dort wurde er 1972 Mitglied der KDStV Tuiskonia im CV. Von 1974 bis 1975 war er Vorsitzender des Münchner CV. Als Vorortspräsident stand er von 1975 bis 1976 an der Spitze des CV-Studentenbundes, von 1976 bis 1980 war er Bundesvorsitzender der Arbeitsgemeinschaft katholischer Studentenverbände (AGV).
Nach seinem Studium arbeitete er ab 1981 für den Bayerischen Rundfunk (BR) und wurde dort Hauptabteilungsleiter Zentrale Programmkoordination. Mit dem Start des deutschen Privatfernsehens wechselte er 1990 als Programmdirektor zu Sat.1. Nach Streitigkeiten mit dem Sat.1-Anteilseigner Leo Kirch um den Kauf von Tele 5 schied Weiss nach einigen Jahren bei Sat.1 aus und betätigte sich als selbstständiger Fernsehproduzent (teletime Fernsehproduktion).
Johannes C. Weiss entwickelte 1994 das Talkshow-Konzept Fliege und war der Produzent der ARD-Talkshow mit Jürgen Fliege im Auftrag aller Landesrundfunkanstalten und unter der Federführung des Bayerischen Rundfunks. Das Format erhielt 1996 einen Bambi und wurde bis 2005 ausgestrahlt. 1995 gründeten Jürgen Fliege und Johannes C. Weiss die Stiftung Fliege.
Er war zudem langjähriger Redakteur der CV-Verbandszeitschrift Academia.
Weiss war verheiratet und vierfacher Familienvater. Er starb an den Folgen einer Krebserkrankung.

## Produktionen (Auswahl)
- Fliege, TV Talkshow
- Zu Gast bei Christiane Herzog, ARD Kochsendung
- Landschaften der Erde, ARD, Reihe Naturdokumentation
- Menschen, die man nie vergisst, ARD 1999 über Hildegard Knef
- Schwurgericht, TV-Serie
- Spurensuche, TV-Film